# Fiorentina Nuoto
Fiorentina Nuoto est un club italien de natation et de water-polo, installé à Florence. Dans ce dernier sport, la section Fiorentina Waterpolo dispose d'un palmarès national et européen depuis 2007.

## Palmarès water-polo féminin
- 1 supercoupe d'Europe : 2007[1].
- 1 coupe d'Europe des champions : 2007[2].
- 1 titre de champion d'Italie : 2007[3].